# اشتفان کوواچ
اشتفان کوواچ (رومانیایی: Ştefan Covaci؛ ۲ اکتبر ۱۹۲۰ – ۱۲ مهٔ ۱۹۹۵) یک بازیکن فوتبال اهل رومانی بود.

## باشگاهی
از باشگاه‌هایی که در آن بازی کرده‌است می‌توان به باشگاه فوتبال سی‌اف‌آر کلوژ اشاره کرد.